# الروض (الجوف)

تعديل مصدري - تعديل

الروض هي مدينة ومركز مديرية الخلق بمحافظة الجوف اليمنية، بلغ تعداد سكانها 10064 نسمة حسب الإحصاء الذي أجري عام 2004.